# Kalte Ente
Die kalte Ente ist eine alkoholhaltige Bowle, die im Wesentlichen aus Weißwein und Sekt besteht. Zur Aromatisierung werden meist Zitronen ohne äußere Schale, aber auch Zitronensaft, Zitronenmelisse, Vanille oder Vanillinzucker zugegeben. Der Geschmack kann auch mit etwas Zucker abgerundet werden. Die Zubereitung ist recht einfach. Die kalte Ente wird mit Eiswürfeln gekühlt und kalt serviert. Da die kalte Ente ohne Spirituosen zubereitet wird, ist sie eine relativ gut bekömmliche Bowle.
Auch als kalte Ente bezeichnet wird eine Karaffe aus Glas mit einem schnabelartigen Ausgießer, einer versilberten Montierung und einem gläsernen Einsatz, meistens in Form eines Zylinders, in den Eiswürfel gefüllt werden. Der Einsatz kann leicht entnommen und mit neuem Eis befüllt werden. Dadurch wird verhindert, dass die Bowle schon nach kurzer Zeit durch das Schmelzen der Eiswürfel verwässert wird.

## Erfindung
Clemens Wenzeslaus von Sachsen, der letzte Erzbischof und Kurfürst von Trier, soll das Getränk erfunden haben. Er wünschte nach einem Gastmahl auf der Terrasse des Koblenzer Schlosses anstelle des üblichen heißen Mokkas ein „kaltes Ende“ und ordnete an, je eine Flasche Moselwein, Rheinwein und Champagner zusammenzugießen und mit einer Zitrone sowie Zitronenmelisse zu würzen.

## Herkunft des Namens
Das Getränk wurde nach dem Essen als Alternative zu heißem Mokka gereicht und darum kaltes Ende genannt. Durch Verballhornung entstand daraus kalte Ente.

## Cold Duck
Harold Borgman, der Eigentümer der Pontchartrain Wine Cellars in Detroit, brachte die kalte Ente unter der Übersetzung Cold Duck im Jahre 1937 in die USA. Den Weißwein ersetzte er durch kalifornischen Rotwein. Eddie Harris nannte eines seiner Stücke Cold Duck Time. Es wurde zum Jazzstandard.